# 市原市役所
市原市役所（いちはらしやくしょ）は、地方公共団体である市原市の執行機関としての事務を行う施設（役所）である。

## 本庁

### 敷地
- 場所：千葉県市原市国分寺台中央1丁目1番地1
- 敷地面積：43,791.75 m2
- 用途地域：近隣商業地域
- 地域地区：建築基準法第22条区域
- 防火地域：指定なし
- 高度地区：指定なし
- 日影規制：なし（近隣商業地域：第2種高度地区以外は規制対象外）
- 建蔽率：80%
- 容積率：200%
- 周辺道路
  - 南西側：市道1号線（市役所通り）幅員 32.02 m
  - 南東側：市道35号線（国分寺通り）幅員 15.95 m

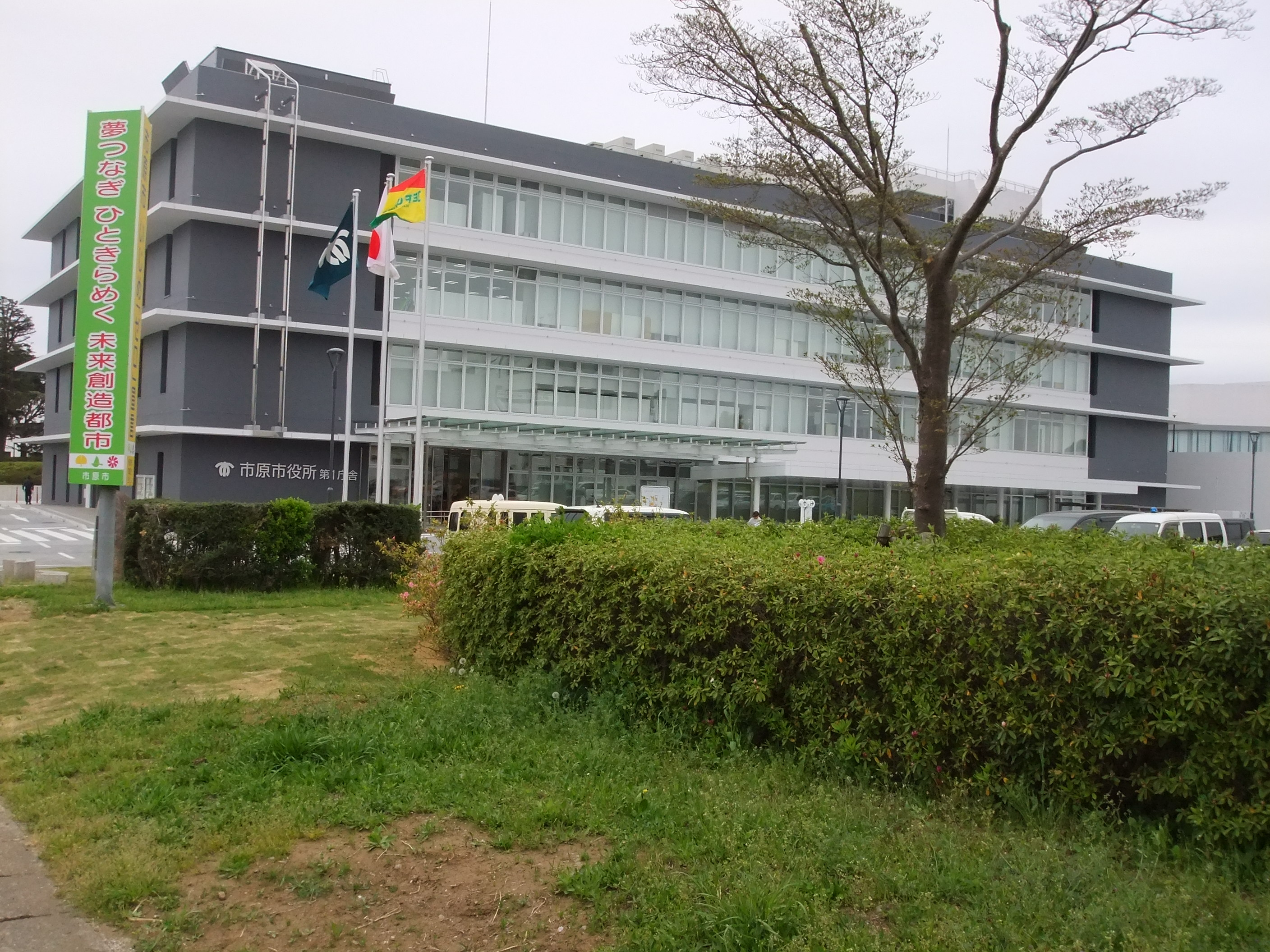
市原市役所第一庁舎

### 第一庁舎
- 着工：2016年1月5日
- 竣工：2017年12月28日
- 構造：外周部をRC造、内部をS造とした複合構造
- 基礎免震：地上4F 塔屋1F
- 軒高：17.3 m、最高高さ17.9 m
- 建築面積：2,548.17 m2
- 延床面積：8,605.16 m2
- 基本設計：株式会社昭和設計東京事務所
- 実施設計：大成建設株式会社一級建築士事務所
  - 建築設計：伊勢季彦、渡辺岳彦、木野史朗（前期）、浅野晃宏
  - 構造設計：網干眞一（前期）、渡辺征晃（後期）、武谷政國、神崎聡美、天羽祥太
  - 設備設計：熊谷智夫、山口亮、庄司朋子、鈴木拓也
  - 電気設計：熊谷智夫、山口亮、小林徹也（前期）、松浦尚彦（後期）、小澤健司（前期）
- 総事業費：43億円

| 階  | フロア |  |
| --- | ------ |  |
| 4階 |        |  |
| 3階 |        |  |
| 2階 |        |  |
| 1階 |        |  |

### 第二庁舎
- 竣工：1972年（昭和47年）
- 構造：SRC造（3 - 10F）、RC造（B2 - 2F）
- 規模：地上10階、地下2階、塔屋2階
- 延床面積：18,827 m2

| 階      | 部署等                         |
| ------- | ------------------------------ |
| 10階    | 耐震性の問題により立ち入り禁止 |
| 9階     | 耐震性の問題により立ち入り禁止 |
| 8階     | 耐震性の問題により立ち入り禁止 |
| 7階     | 耐震性の問題により立ち入り禁止 |
| 6階     | 耐震性の問題により立ち入り禁止 |
| 5階     | 環境管理課ほか                 |
| 4階     | 市民活動相談コーナーほか       |
| 3階     | 芸術祭推進課ほか               |
| 2階     | 総務課、情報公開コーナーほか   |
| 1階     | 広聴課、市民相談室ほか         |
| 地下1階 |                                |
| 地下2階 |                                |

### 沿革
- 1963年 - 市原市市制施行
- 1972年 - 現在地移転
- 2016年
  - 1月5日 - 防災庁舎（現第一庁舎）工事開始
  - 3月5日 - 市原市市民会館と繋がれていた連絡橋が老朽化のため撤去。
- 2017年12月28日 - 防災庁舎（現第一庁舎）工事終了
- 2018年
  - 2月 - 防災庁舎（現第一庁舎）運用開始[3]
  - 第一庁舎、第52回日本サインデザイン賞関東地区賞受賞。
- 2026年 - 新庁舎着工予定。

### 交通

#### 鉄道
- 小湊鉄道小湊鉄道線上総村上駅から歩いて約25分[4]
- JR東日本内房線五井駅から歩いて約45分[5]

#### バス
最寄りバス停 市原市役所 バス停から徒歩1分
- 五01系統 五井駅東口~国分寺台 五井駅東口から約8分（運賃250円 Suica・PASMO利用可能）[6]
- 五22系統 五井駅西口~山倉こどもの国 五井駅西口から約16分 ※本数は平日、休日ともに1日4本（運賃250円 Suica・PASMO利用可能）[7]

## 新庁舎の建設
第二庁舎の耐震性に関する懸念のため、本庁敷地内に新庁舎を建設する計画がある。

### 施設
サンプラザ市原・五井会館・市原市勤労会館と新庁舎の3施設に分散するA案（分散整備案）と、新庁舎に機能を集約するB案（集約整備案）を70年間のコストで比較した結果、後者で整備することとした。
- 着工：2026年度（予定）
- 竣工：未定
- 構造：未定
- 基礎免震：地上6階
- 延床面積：約14,010 m2
- 概算事業費：約78.0億円
- 関連事業費：約20.6億円

第一庁舎と新庁舎のそれぞれ2階に連絡通路を設置する。
| 階  | フロア             | ア案                                              | イ案                                   | ウ案                                              |
| --- | ------------------ | ------------------------------------------------- | -------------------------------------- | ------------------------------------------------- |
| R階 | 機置場             | エネルギー、太陽光発電システム                    | エネルギー、太陽光発電システム         | エネルギー、太陽光発電システム                    |
| 6階 | 書庫・倉庫・機械室 | 書庫・倉庫・機械室                                | 書庫・倉庫・機械室                     | 書庫・倉庫・機械室                                |
| 5階 | 議会               | 議会                                              | 議会                                   | 議会                                              |
| 4階 | 執務室             | - 総合調整 - 環境・産業関係 - 会議室等 - 教育関係 | - 環境・産業関係 - 教育関係            | - 総合調整 - 環境・産業関係 - 会議室等 - 教育関係 |
| 3階 | 執務室             | - 総合調整 - 環境・産業関係 - 会議室等 - 教育関係 | - 環境・産業関係 - 教育関係            | - 総合調整 - 環境・産業関係 - 会議室等 - 教育関係 |
| 2階 | 会議室（窓口）     | - 総合調整 - 環境・産業関係 - 会議室等 - 教育関係 | - ライフイベント - 福祉関係 - 税務関係 | - 総合調整 - 環境・産業関係 - 会議室等 - 教育関係 |
| 1階 | 窓口               | 税務関係                                          | - ライフイベント - 福祉関係 - 税務関係 | ライフイベント                                    |

### 配置案
1. 配置A案：新庁舎を第1庁舎に近いA駐車場に配置する。
2. 配置B案：新庁舎をB駐車場に計画しA 駐車場を囲むように2棟の庁舎を配置する

市では配置B案を基本に計画する。

### 移転計画
1. ステップ1（新庁舎の建設）： 駐車場に新庁舎を建設。 建物引き渡し後に操作訓練などの準備・移転を行い、この時点で仮使用許可により開庁を予定[1]。
2. ステップ2（既存庁舎解体）：新議会棟を解体後に市道1号側に進入路を追加新設。第2庁舎及び議会厚生棟は、内装撤去後にアスベスト除去工事を行い建物の解体を実施（地下構造物も撤去）[1]。
3. ステップ3（デッキ・外構工事）：既存建物撤去後、外構整備とともに各建物を接続するデッキを建設。開発工事検査・建築確認検査を得て整備を完了[1]。

## 姉崎支所
市原市役所姉崎支所（いちはらしやくしょあねさきししょ）は、市原市の行政に関連する事柄において、姉崎地区の区域を管轄する支所である。市制施行と同時に合併前の旧姉崎町役場に設置された。

### 管轄地区
- 姉崎地区（有秋地区除く）

### 年表
- 1963年（昭和38年）5月1日 - 市原市市制施行に伴い市原市立姉崎小学校大手橋口付近の旧市原郡姉崎町役場が市原市役所姉崎支所となる[9]。
- 1980年（昭和55年）5月1日 - 市原市立姉崎中学校の旧敷地内に移転する[9]。市原市立姉崎公民館も敷地内に開館。同時に市原市役所有秋出張所開所により一部機能を分離する。
- 1991年（平成3年）10月20日 - 市原市役所姉崎支所有秋出張所が市原市役所有秋支所に昇格となり、管轄区域から有秋地区が外れる[9]。

### 交通
- JR東日本内房線姉ケ崎駅から徒歩約14分
- 小湊鉄道「姉崎中学校[注 1]」又は日東交通「姉ヶ崎中前[注 2]」から徒歩2分
- 小湊鉄道及び日東交通「勾当水（こうとうすい）」から徒歩6分

### 近隣施設
- 市原市立姉崎公民館
- 市原市立姉崎認定こども園
- 市原市立姉崎中学校
- 市原市立姉崎東中学校

## 市原支所
市原市役所市原支所（いちはらしやくしょいちはらししょ）は、市原市の行政に関連する事柄において、市原地区の区域を管轄する支所である。市制施行と同時に合併前の旧市原町役場に設置された。八幡宿駅西口複合施設内に移転する計画がある。

### 管轄地区
- 市原地区（ちはら台地区・辰巳台地区除く）

### 年表
- 1963年（昭和38年）5月1日 - 市原郡市原町役場を利用して市原市役所市原支所設置[9]。
- 1986年（昭和61年）3月20日 - 現在地移転[9]。

### 交通
- JR東日本八幡宿駅から徒歩7分

### 近隣施設
- 市原市立八幡公民館
- 市原市立八幡認定こども園
- 市原市青少年会館
- 八幡運動公園

## 五井支所
市原市役所五井支所（いちはらしやくしょごいししょ）は、市原市の行政に関連する事柄において、五井地区の区域を管轄する支所である。旧五井町役場に市原市役所が置かれた後、市役所の国分寺台移転と同時に旧五井小学校付近に設置された。

### 管轄地区
- 五井地区（国分寺台も含む）

### 年表
- 1963年（昭和38年）5月1日 - 市原市市制施行に伴い旧市原郡五井町役場が市原市役所となる[9]。
- 1981年（昭和56年） - 五井会館に市原役所五井支所を開所[9]。
- 2013年（平成25年）5月7日 - 五井会館からサンプラザ市原内に移転[10]。

### 交通

#### 鉄道
- JR東日本内房線及び小湊鉄道小湊鉄道線五井駅から西口連絡橋を渡って徒歩1分

#### バス
- 「五井駅西口」バス停
- 「五井駅東口」バス停

### 近隣施設
- 五井駅
- 五井会館
- 市原市立五井小学校

## 三和支所
市原市役所三和支所（いちはらしやくしょさんわししょ）は、市原市の行政に関する事柄において、三和地区の区域を管轄する支所である。市制施行と同時に合併前の旧三和町役場に設置された。

### 管轄地区
- 三和地区

### 年表
- 1963年（昭和38年）5月1日 - 市原市発足。旧市原郡三和町役場は市原市役所三和支所に[9]。
- 1983年（昭和58年）10月1日 - 現在地移転[9]。

### 交通
- 小湊鉄道小湊鉄道線上総三又駅より徒歩4分[11]

### 近隣施設
- 市原市立三和コミュニティーセンター
- 市原市三和保健福祉センター（サンハート）
- 市原市三和福祉作業所
- 上総三又駅

## 市津支所
市原市役所市津支所（いちはらしやくしょしづししょ）は、市原市の行政に関連する事柄において、市津地区の区域を管轄する支所である。市制施行と同時に合併前の旧市津町役場に設置された。市原市立市津公民館との複合施設となっている。

### 管轄地区
- 市津地区[8]

### 併設施設
- 市原市立市津公民館

### 年表
- 1963年（昭和38年）5月1日 - 市原市発足。旧市原郡市津町役場を市原市役所市津支所に[9]。
- 1981年（昭和56年）3月14日 - 市原市立市津公民館を同一建物内に併設する形で新築、移転[9]。
- 2002年（平成14年）2月5日 - 市原市役所ちはら台支所が設置され、ちはら台地区に一部を分離[9]。

### 交通

#### 鉄道
- 京成電鉄千原線 - ちはら台駅
- JR東日本内房線 - 八幡宿駅

#### バス
- 小湊鉄道「市津支所」から徒歩約1分または「神崎入口」から徒歩約16分
  - 五井駅から五04系統：五井駅東口~ちはら台団地約38分（運賃550円 Suica・PASMO利用可能）[12]
  - 五井駅から五井駅東口~ちはら台駅約35分（運賃520円 Suica・PASMO利用可能）

### 近隣施設
- 市津運動広場
- 市津多目的グラウンド

## 辰巳台支所
市原市役所辰巳台支所（いちはらしやくしょたつみだいししょ）は、市原市行政に関連する事柄において、辰巳台地区の区域を管轄する支所である。市制施行と同時に新規設置された。元々辰巳会館にあったが、現在は市原市立辰巳公民館との複合施設となっている。

### 管轄地区
- 辰巳台地区

### 併設施設
- 市原市立辰巳公民館

### 年表
- 1964年（昭和39年） - 辰巳台団地完工につき設置[9]。
- 1984年（昭和59年）3月10日 - 建て替え、移転[9]。

### 交通

#### 鉄道
- JR東日本内房線 - 八幡宿駅
- 京成千原線 - ちはら台駅

### 近隣施設
- せんどう辰巳台店

## 南総支所
市原市役所南総支所（いちはらしやくしょなんそうししょ）は、市原市の行政に関連する事柄において、南総地区の区域を管轄する支所である。1967年の市原市への吸収合併と同時に合併前の旧南総町役場に設置された。現在は市原市立牛久中学校の跡地に立地する。市原市南部土木事務所を併設している。

### 管轄地区
- 南総地区[8]

### 併設施設
- 市原市南部土木事務所（いちはらしなんぶどぼくじむしょ） - 市原市道ほか道路に関する事項を取り扱っている。

### 年表
- 1967年（昭和42年）10月1日 - 市原市に合併。旧市原郡南総町役場は市原市役所南総支所に[9]。
- 1988年（昭和63年）3月18日 - 市原市南部土木事務所を併設して新築移転[9]。

### 交通
- 小湊鉄道小湊鉄道線上総牛久駅

### 近隣施設
- 市原市立南総公民館
- 千葉県立市原高等学校

## 加茂支所
市原市役所加茂支所（いちはらしやくしょかもししょ）は、市原市の行政に関連する事柄において、加茂地区の区域を管轄する支所である。1967年の市原市への吸収合併と同時に合併前の旧加茂村役場に設置された。

### 管轄地区
- 加茂地区[8]

### 年表
- 1967年（昭和42年）10月1日 - 市原市に合併。旧市原郡加茂村役場は市原市役所加茂支所に[9]。
- 1988年（昭和63年）10月1日 - 新築移転[9]。

### 交通
- 小湊鐵道小湊鉄道線里見駅で下車
- 小湊鐵道バス「加茂支所前」で下車

### 近隣施設
- 大羽城跡
- 高滝湖畔公園 - 水上テラスと釣り広場

## 有秋支所
市原市役所有秋支所（いちはらしやくしょゆうしゅうししょ）は、市原市の行政に関連する事柄において、有秋地区の区域を管轄する支所である。人口増加に伴い、姉崎地区の一部を有秋地区として市原市役所姉崎支所の管轄から分離して設置された。市原市立有秋公民館との複合施設である。

### 所在地
千葉県市原市有秋台西1丁目3番地2

### 管轄地区
- 有秋地区[8]

### 併設施設
- 市原市立有秋公民館

### 年表
- 1980年（昭和55年）4月1日 - 市原市役所姉崎支所有秋出張所が市原市立有秋公民館を併設して開所[9]。
- 1991年（平成3年）10月20日 - 市原市役所有秋支所に昇格となり、姉崎地区から有秋地区を分離[9]。

### 近隣施設
- 市原市立有秋中学校
- 有秋台医院
- 千葉県警察市原警察署有秋交番
- 市原市消防局姉崎消防署有秋分署

## ちはら台支所
市原市役所ちはら台支所（いちはらしやくしょちはらだいししょ）は、市原市の行政に関連する事柄において、ちはら台地区の区域を管轄する支所である。地区内の人口増加に伴い、ちはら台ニュータウンを構成する町丁を市原市役所市原支所及び市原市役所市津支所の管轄から分離して設置された。市原市立ちはら台コミュニティーセンターとの複合施設である。

### 管轄地区
- ちはら台地区[8]

### 年表
- 2002年（平成14年）2月5日 - 供用開始[9]。

### 交通
- 京成千原線ちはら台駅で下車。
- JR東日本外房線鎌取駅で下車。
- 小湊鉄道、千葉中央バス「ちはら台中央」で下車。

### 近隣施設
- 市原ちはら台郵便局
- 市原市立清水谷小学校
- 市原市立ちはら台南中学校